# Friedrich Erl
Friedrich Erl (* 3. Januar 1856 in Wien; † 2. Juli 1913 in Karlsruhe) war ein Opernsänger (Tenor).

## Leben
Friedrich Erl war eines der elf Kinder des Opernsängers Joseph Erl und dessen Frau Rosina Hochfel(l)ner. 
Seine Bühnenlaufbahn begann Friedrich Erl 1881 in Troppau, war dann an den Theatern von Olmütz (1882), Brünn (1883), am Opernhaus von Zürich (1884), am Deutschen Theater Rotterdam (1885) und am Stadttheater von Bremen (1886–1887). 
Von 1887 bis 1902 war er im Verband des Hof- und Nationaltheater Mannheim als erster lyrischer Tenor. 1904 ging er ans Hoftheater Karlsruhe, wo er 1910 in der Uraufführung der Oper von Siegfried Wagner Banadietrich mitwirkte. 1911 war er wegen einer schweren Erkrankung gezwungen, seinen Bühnenabschied zu  nehmen. Er trat auch erfolgreich als Konzertsolist auf.

## Rollen (Auswahl)
- Don Ottavio im Don Giovanni von Mozart
- Max im Freischütz von Weber
- Faust im Faust von Gounod
- Alessandro Stradella in Alessandro Stradella von Flotow